# Hrvatska stranka umirovljenika
Hrvatska stranka umirovljenika (HSU) hrvatska je politička stranka lijevoga centra. Osnovana je u travnju 1996. Sjedište stranke je u Zagrebu.

## Povijest stranke
Stranka je osnovana 29. travnja 1996. godine. Kao motive osnivanja stranke, u stranci ističu HDZ-ovu vlast koja je 1993. izvršila nezakonito uskraćivanje stečenih umirovljeničkih prava, te niske mirovine iz tog vremena.
HSU prvi put izlazi na izbore na lokalnim izborima 1997., kada 40-ak članova stranke ulazi u lokalne organe vlasti. Na lokalnim izborima 2001., taj broj raste na 70-ak. U međuvremenu, na parlamentarnim izborima 3. siječnja 2000., osvaja ukupno 53 tisuće glasova i ne prelazi izborni prag, ali osvaja najveći broj glasova od svih izvanparlamentarnih stranaka.
Na parlamentarnim izborima održanim 23. studenog 2003., HSU osvaja 3 mjesta u Saboru: Silvano Hrelja, Dragutin Pukleš i Josip Sudec. Zahvaljujući tome, HSU uspijeva progurati Zakon o provođenju odluke Ustavnog suda od 12. svibnja 1998. godine i u lipnju 2006. godine počinje isplata obeštećenja umirovljenika. 
Na lokalnim izborima 2005. godine, HSU dobiva 40 županijskih, 100 gradskih i 106 općinskih vijećnika.
Na parlamentarnim izborima održanim 25. studenog 2007., HSU ostaje na jednom zastupniku - Silvanu Hrelji.
Na lokalnim izborima 2009. godine, HSU dobiva 38 županijskih, 115 gradskih i 117 općinskih vijećnika, što je porast u odnosu na 2005.
Godine 2010., HSU sudjeluje u osnivanju Kukuriku koalicije, koja na izborima 2011. osvaja vlast, pri čemu HSU dobiva 4 mandata u Saboru.
Godine 2020., nakon unutarstranačkih izbora predsjednik stranke postaje general Veselko Gabričević. 
Godine 2023., Silvano Hrelja je izbačen iz Hrvatske stranke umirovljenika (HSU) većinom glasova predsjedništva stranke (HSU), što znači da Hrvatska stranka umirovljenika nema saborskog zastupnika u Hrvatskom saboru.
Na parlamentarnim izborima 2024. Hrvatska stranka umirovljenika osvaja jedan mandat u koaliciji sa HDZ-om.

## Izborni rezultati
| Izbori | U koaliciji s      | Broj birača        | %                  | Broj zastupnika u saboru | Promjena   | Dio Vlade?    |
| Izbori | U koaliciji s      | (cijela koalicija) | (cijela koalicija) | (samo HSU)               | (samo HSU) | (samo HSU)    |
| ------ | ------------------ | ------------------ | ------------------ | ------------------------ | ---------- | ------------- |
| 2000.  |                    | 52.571             | 1,81               | 0 / 151                  | ▬          | Oporba        |
| 2003.  |                    | 98.537             | 3,98               | 3 / 152                  | 3          | Oporba        |
| 2007.  |                    | 101.091            | 4,08               | 1 / 153                  | ▼ 2        | Oporba        |
| 2011.  | Kukuriku koalicija | 958.318            | 40,72              | 4 / 151                  | 3          | Potpora vladi |
| 2015.  | Hrvatska raste     | 742.909            | 33,38              | 2 / 151                  | ▼ 2        | Oporba        |
| 2016.  | Narodna koalicija  | 636.964            | 33,47              | 2 / 151                  | ▬          | Oporba        |
| 2020.  | Restart koalicija  | 414.615            | 24,87              | 1 / 151                  | ▼ 1        | Oporba        |
| 2024.  | HDZ-HSLS-HNS-HDS   | 729.864            | 34,42              | 1 / 151                  | ▬ 1        | Potpora vladi |

| Izbori | Kandidat        | Prvi krug    | Prvi krug  | Drugi krug   | Drugi krug | Rezultat |
| Izbori | Kandidat        | Broj glasova | %          | Broj glasova | %          | Rezultat |
| ------ | --------------- | ------------ | ---------- | ------------ | ---------- | -------- |
| 2015.  | Ivo Josipović   | 687.678      | 38,46 (1.) | 1.082.436    | 49,26 (2.) | Poraz    |
| 2020.  | Zoran Milanović | 562.783      | 29,55 (1.) | 1.034.170    | 52,66 (1.) | Pobjeda  |
| 2025.  | Dragan Primorac | 314.663      | 19,55 (2.) | 380.752      | 25,32 (2.) | Poraz    |

| Izbori | U koaliciji s          | Broj birača        | %                  | Broj zastupnika u EP-u | Promjena   |
| Izbori | U koaliciji s          | (cijela koalicija) | (cijela koalicija) | (samo HSU)             | (samo HSU) |
| ------ | ---------------------- | ------------------ | ------------------ | ---------------------- | ---------- |
| 2013.  | Kukuriku koalicija     | 237.778            | 32,07              | 0 / 12                 | ▬          |
| 2014.  | Kukuriku koalicija     | 275.904            | 29,93              | 0 / 11                 | ▬          |
| 2019.  | Amsterdamska koalicija | 55.829             | 5,19               | 0 / 12                 | ▬          |

DIP

## Vodstvo stranke
- Veselko Gabričević - predsjednik
- Vinko Piližota - potpredsjednik
- Zlatko Marciuš - potpredsjednica
- Jadranka Bahlen - potpredsjednica

Nadzorni odborː

- Goran Zadražil - predsjednik
- Siniša Bebić - zamjenik predsjednika
- Željko Bačani - član
- Goran Pavelić - član
- Stjepan Muhek - član

## Vanjske poveznice
- Hrvatska Stranka Umirovljenika - HSU